# Iraq ai Giochi della XXIX Olimpiade
L'Iraq ha partecipato ai Giochi della XXIX Olimpiade di Pechino, svoltisi dall'8 al 24 agosto 2008, con una delegazione di 4 atleti.
Il 24 luglio, il CIO aveva bandito l'Iraq dai Giochi a causa delle intromissioni politiche del governo nel comitato olimpico nazionale, i cui dirigenti erano stati sostituiti a maggio. Dopo cinque giorni di negoziati, il bando è stato revocato, ma i termini per l'iscrizione a molti eventi erano già chiusi: per questo gli atleti iracheni non hanno potuto partecipare nel tiro con l'arco, nel judo e nel sollevamento pesi, in ognuno dei quali ne avrebbe dovuto partecipare uno. Nel canottaggio, invece, la qualificazione era stata assegnata alla Corea del Nord, che però ha declinato la partecipazione, permettendo agli atleti iracheni di concorrere ai Giochi.

## Atletica leggera
| Gara             | Atleta                | Qualificazioni | Qualificazioni | Finale | Finale |
| Gara             | Atleta                | Misura         | Pos.           | Misura | Pos.   |
| ---------------- | --------------------- | -------------- | -------------- | ------ | ------ |
| Lancio del disco | Haidar Nasser Shaheed | 54,19 m        | 36             |        |        |

| Gara  | Atleta          | Batterie | Batterie | Quarti | Quarti | Semifinali | Semifinali | Finale | Finale |
| Gara  | Atleta          | Tempo    | Pos.     | Tempo  | Pos.   | Tempo      | Pos.       | Tempo  | Pos.   |
| ----- | --------------- | -------- | -------- | ------ | ------ | ---------- | ---------- | ------ | ------ |
| 100 m | Dana Abdulrazak | 12"36    | 6        |        |        |            |            |        |        |

## Canottaggio
| Gara        | Atleta                      | Batterie | Batterie | Quarti/ Ripescaggi | Quarti/ Ripescaggi | Semifinali | Semifinali | Finale  | Finale       |
| Gara        | Atleta                      | Tempo    | Pos.     | Tempo              | Pos.               | Tempo      | Pos.       | Tempo   | Pos.         |
| ----------- | --------------------------- | -------- | -------- | ------------------ | ------------------ | ---------- | ---------- | ------- | ------------ |
| 2 di coppia | Hamza Hussein Haider Nawzad | 7'00"46  | 5        | 6'52"71            | 5                  |            |            | 6'52"02 | 2 (finale C) |